# Indoribates philippinensis
Indoribates philippinensis är en kvalsterart som först beskrevs av Corpuz-Raros 1979.  Indoribates philippinensis ingår i släktet Indoribates och familjen Haplozetidae. Inga underarter finns listade i Catalogue of Life.